# Pays de Thelle
Das Pays de Thelle ist ein französischer Naturraum im Département Oise am Südrand der ehemaligen Region Picardie.

## Lage
Das Pays de Thelle liegt zwischen dem Vexin, dem Pays de Bray und dem Clermontois. Im Süden wird es durch das Tal der Oise begrenzt, im Westen umfasst es die Täler der Troësne und der Esches, die Begrenzung ist hier die Epte. Die Entwässerung erfolgt teils zur Oise, teils zur Epte.

## Topographie
Das Pays de Thelle ist eine geneigte Hochfläche, die sich in Nord-Süd-Richtung von der Schichtstufe des Pays de Bray bis zu der des Vexin erstreckt.
Der Untergrund besteht hauptsächlich aus Kreide, die teilweise mit Feuerstein durchsetzt ist, und teilweise aus Sand und Ton.
Im Pays de Thelle liegt der höchste Punkt des Départements Oise (235 m), bei Lalandelle.

## Geschichte
Die Gegend war früher von dem ausgedehnten Forêt Domaniale de Thelle bedeckt, von dem nur ein Rest im Westen (teilweise als Forstdomäne, insbesondere um Lalandelle) erhalten ist.
Die Industrialisierung der überwiegend landwirtschaftlich geprägten Gegend hat vor allem das zur Île-de-France orientierte Tal der Esches mit Méru (Perlmuttverarbeitung) und einen Teil des Tals der Epte erfasst. Die Gegend war von der Landflucht stark betroffen.

## Verwaltungsgliederung

Lage der Communauté de communes du pays de Thelle im Département Oise

Das 83 Gemeinden umfassende, gegenüber dem Vexin und dem Pays de Bray nicht eindeutig abgegrenzte Pays de Thelle liegt hauptsächlich im Arrondissement Beauvais, zu einem kleineren Teil aber auch im Arrondissement Senlis.
Von den Gemeindezusammenschlüssen haben die Communauté de communes du Pays de Thelle, die Communauté de communes des Sablons, die Communauté de communes du Vexin Thelle, die Communauté de communes du Pays de Bray, die Communauté de communes du Thelle Bray und die Communauté de communes la Ruraloise Anteile am Pays de Thelle.